# 穗花杉
穗花杉（学名：Amentotaxus argotaenia）又名華西穗花杉，为红豆杉科穗花杉属下的一种，是穗花杉屬三種中分布最廣的物種，分布在中國及越南。

## 形態
常綠小喬木或灌木，可高達7米，生長緩慢，樹皮灰褐色或淡棕紅色，小枝對生或近對生，葉交互對生，厚革質，直或微彎條狀披針形，長3-11厘米，寬6-11毫米，葉面有隆起中脈，下面中脈兩側有明顯白色氣孔帶，氣孔帶與綠色邊帶等寬或近等寬。雌雄異株；雄球花排成穗狀，1-3（多為2）序生於近枝頂的苞腋，長5-6.5厘米，每個雄蕊有2-5（多為3）花藥；雌球花單生於新枝的苞腋或葉腋，胚珠單生，基部有6-10對交互對生的苞片。種子橢圓形或卵圓形，長2-2.5厘米，直徑約1.3厘米，成熟時假種皮為鮮紅色。花期4月，種子10月成熟。

## 生長環境
穗花杉為陰性樹種，適宜生長在潮濕地區的腐殖質酸性土中。

## 分布
穗花杉分布於中國福建、甘肅、廣東、廣西、貴州、湖北、湖南、江蘇、江西、四川等地及越南北部，此種模式標本採自廣東羅浮山。在香港則分佈於馬鞍山，大帽山，柏架山，大東山，鳳凰山和西貢，在城門標本林亦有種植。

## 繁殖
以播種和扦插為主，種子有休眠期，需沙藏數月透過後熟才能發芽。

## 用途
木材材質細密，可供雕刻、器具、農具及細木加工等，亦可作庭園觀賞樹。